# Aldi Satya Mahendra
Aldi Satya Mahendra (Yogyakarta, 27 giugno 2006) è un pilota motociclistico indonesiano, vincitore del mondiale Supersport 300 nel 2024.

## Carriera
Mahendra, fratello del pilota motociclistico Galang Hendra Pratama, esordisce nel Campionato mondiale Supersport 300 nel 2022: prende parte al Gran Premio di Barcellona in qualità di pilota sostitutivo con BR Corse. ottiene punti in entrambe le prove classificandosi ventiseiesimo tra i piloti. Nel 2023 è protagonista della Yamaha R3 World Cup (evento monomarca disputatosi in concomitanza con le gare in territorio europeo del mondiale Superbike): pilota con più vittorie stagionali e vice-campione a soli quattro punti dall'italiano Emiliano Ercolani. Contestualmente alla R3 World Cup prende parte, in qualità di pilota wild card, al Gran premio di Most nel mondiale Supersport 300. Dopo aver concluso gara uno in sedicesima posizione, vince gara due ottenendo il giro più veloce in entrambe le prove. Nel 2024 viene schierato come pilota titolare da BR Corse, il compagno di squadra è Marco Gaggi. A punti in tutte le gare in calendario, a podio nella metà di esse, vince il mondiale all'ultimo Gran Premio; primo indonesiano campione del mondo nel motociclismo.

## Risultati in gara

### Campionato mondiale Supersport 300
| 2022 | Moto   |  |  |  |  |  |  |  |  |  |  |  |  |   |   |  |  | Punti | Pos. |
| ---- | ------ |  |  |  |  |  |  |  |  |  |  |  |  | - | - |  |  | ----- | ---- |
| 2022 | Yamaha |  |  |  |  |  |  |  |  |  |  |  |  | 7 | 8 |  |  | 17    | 26º  |

| 2023 | Moto   |  |  |  |  |  |  |  |  |    |   |  |  |  |  |  |  | Punti | Pos. |
| ---- | ------ |  |  |  |  |  |  |  |  | -- | - |  |  |  |  |  |  | ----- | ---- |
| 2023 | Yamaha |  |  |  |  |  |  |  |  | 16 | 1 |  |  |  |  |  |  | 25    | 22º  |

| 2024 | Moto   |   |   |   |    |   |   |   |   |   |   |   |   |   |   |   |   | Punti | Pos. |
| ---- | ------ | - | - | - | -- | - | - | - | - | - | - | - | - | - | - | - | - | ----- | ---- |
| 2024 | Yamaha | 2 | 8 | 8 | 11 | 2 | 1 | 8 | 3 | 6 | 8 | 2 | 3 | 5 | 2 | 3 | 6 | 221   | 1º   |

| Legenda | 1º posto        | 2º posto            | 3º posto           | A punti      | Senza punti        | Grassetto – Pole position Corsivo – Giro più veloce |
| Legenda | Gara non valida | Non qual./Non part. | Ritirato/Non class | Squalificato | '-' Dato non disp. | Grassetto – Pole position Corsivo – Giro più veloce |

### Campionato mondiale Supersport
| 2025 | Moto   |     |    |    |    |   |   |   |    |   |   |    |    |    |    |    |    |  |  |  |  |  |  |  |  | Punti | Pos. |
| ---- | ------ | --- | -- | -- | -- | - | - | - | -- | - | - | -- | -- | -- | -- | -- | -- |  |  |  |  |  |  |  |  | ----- | ---- |
| 2025 | Yamaha | Rit | 13 | 20 | 15 | 8 | 8 | 9 | 10 | 5 | 7 | 30 | 13 | 10 | 14 | 11 | 12 |  |  |  |  |  |  |  |  | 73    |      |

| Legenda | 1º posto        | 2º posto            | 3º posto           | A punti      | Senza punti        | Grassetto – Pole position Corsivo – Giro più veloce |
| Legenda | Gara non valida | Non qual./Non part. | Ritirato/Non class | Squalificato | '-' Dato non disp. | Grassetto – Pole position Corsivo – Giro più veloce |